# Breathe (ISSA×SoulJaの曲)
「Breathe」（ブリーズ）は、ISSA×SoulJaのコラボレーション・シングル。2010年9月22日発売。

## 解説
- ISSAのSONIC GROOVE移籍第1弾シングル。
- TBS系テレビ全国ネットCDTV9月度オープニングデモ。
- Girls Awardに出演し、この曲を披露した。
- 初回盤と通常盤があり、初回盤にはDVDが付いている。

## 収録曲

### CD
1. Breathe (4:36)
（作詞・作曲：SoulJa）
2. Destiny (4:35)
（作詞・作曲：SoulJa）
3. Breathe (Instrumental) (4:35)
4. Destiny (Instrumental) (4:33)

### DVD
1. Breathe -Music Video-